# Avtalet mellan Europeiska gemenskapen och Schweiz om fri rörlighet för personer
Avtalet mellan Europeiska gemenskapen och Schweiz om fri rörlighet för personer är ett bilateralt avtal mellan Europeiska unionen (tidigare Europeiska gemenskapen) och dess medlemsstater, å ena sidan, och Schweiz, å andra sidan, om fri rörlighet för personer. Det undertecknades tillsammans med sex andra bilaterala avtal den 21 juni 1999 i Luxemburg och trädde i kraft den 1 juni 2002 efter att ha ratificerats av samtliga avtalsslutande parter.
Avtalet utökar den fria rörligheten för personer till att, med några undantag, gälla även Schweiz och dess medborgare. Avtalet avspeglar bland annat bestämmelserna i förordningen om arbetskraftens fria rörlighet, till exempel har schweiziska medborgare rätt att ta anställning och driva företag i EU:s medlemsstater på samma villkor som unionsmedborgare, och vice versa. Avtalet ger även de båda parternas medborgare rätt att fritt röra sig mellan EU och Schweiz, och uppehålla sig på den andra partens territorium i upp till tre månader utan uppehållstillstånd. Däremot omfattas schweiziska medborgare inte av rörlighetsdirektivets bestämmelser om uppehållsrätt. Det innebär att schweiziska medborgare behöver söka uppehållstillstånd vid uppehåll som varar mer än tre månader och på samma sätt behöver unionsmedborgare söka uppehållstillstånd i Schweiz vid uppehåll som varar mer än tre månader. Genom avtalet är socialförsäkringsförordningen tillämplig i Schweiz.
Avtalet är en del av Schweiz deltagande i större delen av den inre marknaden. Det omfattas av en giljotinklausul tillsammans med de sex andra avtal som slöts samtidigt, vilket innebär att om Schweiz inte uppfyller sina åtaganden i ett av avtalen så kan EU upphäva samtliga sju avtal. Avtalet har varit kontroversiellt i Schweiz eftersom det medför fri arbetskraftsinvandring till landet från större delen av Europa.

## Innehåll
Avtalet täcker stora delar av den fria rörligheten för personer, däribland:
- Rätten till in- och utresa och uppehållsrätt i upp till tre månader (bestämmelserna motsvarar i stort sett rörlighetsdirektivets bestämmelser i detta avseende)
- Fri rörlighet för arbetstagare (bestämmelserna motsvarar i stort sett förordningen om arbetskraftens fria rörlighet)
- Viss fri rörlighet för tjänster och etableringsfrihet
- Samordning av de sociala trygghetssystemen (bestämmelserna motsvarar socialförsäkringsförordningen och tillhörande unionsrätt)
- Ömsesidigt erkännande av yrkeskvalifikationer (bestämmelserna motsvarar unionsrättens bestämmelser inom detta område)

Avtalet täcker däremot inte följande:
- Uppehållsrätt vid uppehåll längre än tre månader

Schweiziska medborgare måste således söka uppehållstillstånd vid uppehåll i unionen som varar längre än tre månader. Samma sak gäller för unionsmedborgare som vill uppehålla sig i Schweiz.

## Territoriellt tillämpningsområde
Avtalet gäller samtliga medlemsstater inom Europeiska unionen samt Schweiz. När nya medlemsstater ansluter unionen behöver avtalet utvidgas till att omfatta dessa. Exempelvis antogs ett tilläggsprotokoll i samband med Kroatiens anslutning till EU. Protokollet undertecknades 2016 och trädde i kraft den 1 januari 2017 efter att ha ratificerats av både EU och Schweiz.